# Đội tuyển bóng chuyền nam quốc gia Hoa Kỳ

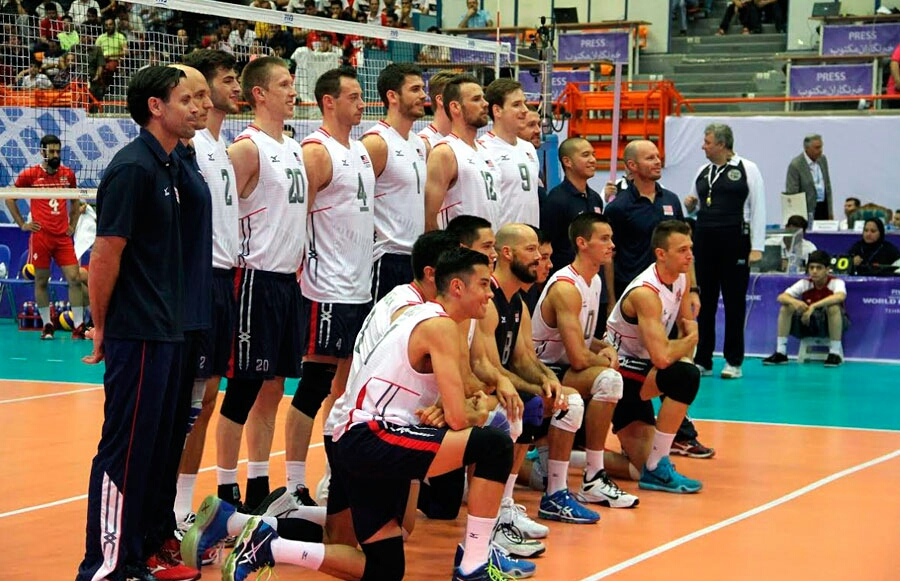
Đội tuyển tại giải World League 2015

Đội tuyển bóng chuyền nam quốc gia Hoa Kỳ là đội bóng đại diện cho Hoa Kỳ tại các cuộc thi tranh giải và trận đấu giao hữu bóng chuyền nam ở phạm vi quốc tế. Đội tuyển trực thuộc liên đoàn quốc gia USA Volleyball. Trong lịch sử thi đấu, đội đã từng giành được năm huy chương tại Thế vận hội Olympic, bao gồm ba huy chương vàng ở các kì thi năm 1984, 1988 và 2008, và hai huy chương bạc ở các kì thi năm 1992 và 2016.

## Đội hình
Cập nhật: 13 tháng 6 năm 2017
Dưới đây là danh sách các thành viên đội tuyển bóng chuyền nam quốc gia Hoa Kỳ tham dự giải World League 2017.
| Huấn luyện viên chính: | John Speraw         |
| Trợ lý:                | Matthew Fuerbringer |

| Stt. | Tên                | Ngày sinh            | Chiều cao           | Cân nặng        | Nhảy đập        | Nhảy chắn       | Câu lạc bộ năm 2016–17      |
| ---- | ------------------ | -------------------- | ------------------- | --------------- | --------------- | --------------- | --------------------------- |
| 1    | Trey Pridgen       | 2 tháng 10 năm 2001  | 2,08 m (6 ft 10 in) | 107 kg (236 lb) | 373 cm (147 in) | 356 cm (140 in) | Vammalan Lentopallo         |
| 3    | Taylor Sander      | 17 tháng 3 năm 1992  | 1,96 m (6 ft 5 in)  | 80 kg (180 lb)  | 345 cm (136 in) | 320 cm (130 in) | Al Arabi                    |
| 4    | Jeffrey Jendryk    | 15 tháng 9 năm 1995  | 2,08 m (6 ft 10 in) | 89 kg (196 lb)  | 353 cm (139 in) | 345 cm (136 in) | Loyola University Chicago   |
| 5    | James Shaw         | 5 tháng 3 năm 1994   | 2,04 m (6 ft 8 in)  | 98 kg (216 lb)  | 354 cm (139 in) | 338 cm (133 in) | Stanford University         |
| 7    | Kawika Shoji (C)   | 11 tháng 11 năm 1987 | 1,90 m (6 ft 3 in)  | 79 kg (174 lb)  | 331 cm (130 in) | 315 cm (124 in) | Lokomotiv Novosibirsk       |
| 9    | Jake Langlois      | 14 tháng 5 năm 1992  | 2,08 m (6 ft 10 in) | 93 kg (205 lb)  | 365 cm (144 in) | 355 cm (140 in) | Brigham Young University    |
| 10   | Thomas Jaeschke    | 4 tháng 9 năm 1993   | 1,99 m (6 ft 6 in)  | 84 kg (185 lb)  | 348 cm (137 in) | 330 cm (130 in) | Asseco Resovia Rzeszów      |
| 11   | Micah Christenson  | 8 tháng 5 năm 1993   | 1,98 m (6 ft 6 in)  | 88 kg (194 lb)  | 349 cm (137 in) | 340 cm (130 in) | Cucine Lube Civitanova      |
| 13   | Daniel Mcdonnell   | 15 tháng 9 năm 1988  | 2,02 m (6 ft 8 in)  | 90 kg (200 lb)  | 355 cm (140 in) | 345 cm (136 in) | Chaumont 52                 |
| 14   | Benjamin Patch     | 21 tháng 6 năm 1994  | 2,04 m (6 ft 8 in)  | 90 kg (200 lb)  | 368 cm (145 in) | 348 cm (137 in) | Brigham Young University    |
| 15   | Carson Clark       | 20 tháng 1 năm 1989  | 1,98 m (6 ft 6 in)  | 93 kg (205 lb)  | 365 cm (144 in) | 360 cm (140 in) | Thi đấu tự do               |
| 16   | Jayson Jablonsky   | 23 tháng 7 năm 1985  | 1,98 m (6 ft 6 in)  | 91 kg (201 lb)  | 345 cm (136 in) | 335 cm (132 in) | Al-Muharraq                 |
| 17   | Torey Defalco      | 10 tháng 4 năm 1997  | 1,98 m (6 ft 6 in)  | 95 kg (209 lb)  | 340 cm (130 in) | 328 cm (129 in) | Long Beach State University |
| 18   | Garrett Muagututia | 26 tháng 2 năm 1988  | 2,00 m (6 ft 7 in)  | 92 kg (203 lb)  | 359 cm (141 in) | 345 cm (136 in) | Tianjin                     |
| 19   | Taylor Averill     | 3 tháng 5 năm 1992   | 2,02 m (6 ft 8 in)  | 94 kg (207 lb)  | 370 cm (150 in) | 330 cm (130 in) | Kioene Padova               |
| 20   | David Smith        | 15 tháng 5 năm 1985  | 2,02 m (6 ft 8 in)  | 86 kg (190 lb)  | 348 cm (137 in) | 314 cm (124 in) | Cerrad Czarni Radom         |
| 21   | Dustin Watten      | 27 tháng 10 năm 1986 | 1,82 m (6 ft 0 in)  | 80 kg (180 lb)  | 306 cm (120 in) | 295 cm (116 in) | Cerrad Czarni Radom         |
| 22   | Erik Shoji         | 24 tháng 8 năm 1989  | 1,84 m (6 ft 0 in)  | 83 kg (183 lb)  | 330 cm (130 in) | 321 cm (126 in) | Lokomotiv Novosibirsk       |

## Nhà tài trợ
Các nhà tài trợ chính cho đội tuyển bao gồm: Liberty Mutual, Mizuno Corporation và Commerce Bancorp; các doanh nghiệp tài trợ khác: Molten Corporation, Almond Breeze, Arirweave, National Car, CoSport, Oppiaperformance, Alamo và Muscleaidtape.